# Kita, Kobe
 Kita-ku, Kobe  (北区) là một trong 9 khu của thành phố Kobe, tỉnh Hyōgo, Nhật Bản.